# Luzula arcuata
Luzula arcuata — вид трав'янистих багаторічних рослин родини ситникові (Juncaceae).

## Опис
Рослина з коротким кореневищем. Стебла прямовисні, до 10 см, зазвичай 0.3–0.5 мм у діаметрі. Прикореневе листя зазвичай до 4 мм в ширину. Суцвіття з кількома різночерешковими кластерами з 2–5 квітів, вигнутими вниз. Нижні приквітки коричнюваті, як правило, 3–8(15) мм довжиною. Тичинок 6. Насіння вузько еліпсоїдальне; придатки відсутні або до 0.15 мм в довжину. 2n=36, 42, 48.

## Поширення
Арктичні регіони Європи й Північної Америки від Вашингтона й Британської Колумбії на північ, оминаючи Гренландію; арктичні й гірські райони північної Азії до Японії, Кореї й, можливо, Китаю. Населяє кам'янисті чи гравійні місця.